# Ламаркизм
Ламаркизм — эволюционная концепция, основывающаяся на теории, выдвинутой в начале XIX века Жаном Батистом Ламарком в трактате «Философия зоологии».
Взгляды Ж. Ламарка базируются на ряде совершенно неинтерпретируемых в рамках современной науки концепций XVIII века (первично сотворённые Богом материя как пассивное начало и природа как порядок и энергия для его осуществления; концепция пяти элементов, из которых важнейшую роль играет эфир, в виде «тонких флюидов» циркулирующий в органических телах, построенных из особого «живого вещества»; постоянное самопроизвольное зарождение жизни, в том числе её сложных форм, из неорганической и органической материи; отрицание вымирания видов; отрицание наличия нервной системы и полового размножения у «низших животных» и т. п.). В связи с этим, современный «ламаркизм» напоминает их лишь в самых общих чертах.
В широком смысле к ламаркистским относят различные эволюционные теории (в основном, возникшие в XIX — первой трети XX веков), в которых в качестве основной движущей силы эволюции (изменения видов) рассматривается внутренне присущее «живому веществу» и организмам стремление к совершенствованию. Как правило, большое значение в таких теориях придаётся и влиянию «упражнения» и «неупражнения» органов на их эволюционные судьбы, поскольку предполагается, что последствия упражнения или неупражнения могут передаваться по наследству.

## Принцип стремления к совершенству
Всех животных Ламарк распределил по шести ступеням, уровням (или, как он говорил, «градациям») по сложности их организации. Дальше всего от человека стоят инфузории, ближе всего к нему — млекопитающие. При этом всему живому присуще стремление развиваться от простого к сложному, продвигаться по «ступеням» вверх.
В живом мире постоянно происходит плавная эволюция. Исходя из этого, Ламарк пришёл к выводу, что видов в природе на самом деле не существует, есть только отдельные особи. Ламарк последовательно применил в своей теории знаменитый принцип Лейбница: «Природа не делает скачков». Отрицая существование видов, Ламарк ссылался на свой огромный опыт систематика:
«Только тот, кто долго и усиленно занимался определением видов и обращался к богатым коллекциям, может знать, до какой степени виды сливаются одни с другими. Я спрашиваю, какой опытный зоолог или ботаник не убеждён в основательности только что сказанного мною? Поднимитесь до рыб, рептилий, птиц, даже до млекопитающих, и вы увидите повсюду постепенные переходы между соседними видами и даже родами.»
На вопрос о том, почему человек не замечает постоянного превращения одних видов в другие, Ламарк отвечал так: «Допустим, что человеческая жизнь длится не более одной секунды в сравнении с жизнью вселенной, в этом случае ни один человек, занявшийся созерцанием часовой стрелки, не увидит, как она выходит из своего положения». Даже через десятки поколений её движение не будет заметным.

## Законы эволюции по Ламарку
Совершенствуясь, организмы вынуждены приспосабливаться к условиям внешней среды. Для объяснения этого учёный сформулировал несколько «законов». Прежде всего, это «закон упражнения и неупражнения органов». Наибольшую известность из примеров, приведённых Ламарком, приобрёл пример с жирафами. Жирафам приходится постоянно вытягивать шею, чтобы дотянуться до листьев, растущих у них над головой. Поэтому их шеи становятся длиннее, вытягиваются. Муравьеду, чтобы ловить муравьёв в глубине муравейника, приходится постоянно вытягивать язык, и тот становится длинным и тонким. С другой стороны, кроту под землёй глаза только мешают, и они постепенно исчезают.
Если орган часто упражняется, он развивается. Если орган не упражняется, он постепенно отмирает.
Другой «закон» Ламарка — «закон наследования приобретённых признаков». Полезные признаки, приобретённые животным, по мнению Ламарка, передаются потомству. Жирафы передали потомкам вытянутую шею, муравьеды унаследовали длинный язык, и так далее.

## Реакция современников
Часть учёных оставила «Философию зоологии» без всякого внимания, другие подвергли её критике.[уточнить]
Ламарк преподнёс свою книгу в подарок Наполеону, но и у императора она не вызвала никаких симпатий.
Даже Чарльз Дарвин первоначально весьма резко отзывался о книге Ламарка: «Да сохранит меня небо от глупого ламарковского „стремления к прогрессу“, „приспособления вследствие хотения животных“»; «Ламарк повредил вопросу своим нелепым, хотя и умным трудом». Однако впоследствии вынужден был принять некоторые принципы учения Ламарка. В частности, им была выдвинута гипотеза пангенеза, которая была развитием идеи Ламарка о наследовании приобретённых признаков.
Но, тем не менее, возрождение ламаркизма началось именно с появлением эволюционной теории Дарвина в 1859 году.

## Опыты Вейсмана
Опыты Августа Вейсмана были попыткой доказать несостоятельность теории Ламарка. Вейсман разводил мышей поколение за поколением, отрубая им хвосты. По теории Ламарка, в результате они должны были атрофироваться, так как не использовались при жизни. Однако никаких изменений не произошло. Это можно объяснить тем, что на генетическом уровне не происходило каких-либо изменений, способствующих отмиранию хвоста у будущих поколений мышей.

## Ламаркизм и современность
Тезис ламаркизма о наследовании приобретенных изменений вызвал наибольшее количество споров, которые продолжаются и по сей день. Тем не менее, и в настоящее время ряд ученых продолжают выступать с ламаркистскими концепциями. Из наиболее значимых попыток следует отметить труды австралийского иммунолога Эдварда Стила, который полагает, что описанные им явления в области трансплантации тканей получают более удовлетворительное объяснение с ламаркистских позиций.
Кроме того, в последние годы все шире исследуются так называемые CRISPR-кассеты в ДНК бактерий, которые используются для занесения в ДНК бактерии информации из ДНК бактериофагов (вирусов бактерий). За счет этой информации бактерия может противостоять бактериофагу, узнавая его ДНК (по записанному фрагменту в своей CRISPR-кассете) и блокируя его, если ДНК бактериофага попала в клетку бактерии. Если подходить с формальных позиций и рассматривать бактериофаги как часть внешней среды, то прямое занесение информации о бактериофаге в ДНК бактерии есть целенаправленная подстройка (приспосабливание) организма под условия внешней среды, а именно тот механизм эволюции, который соответствует принципам ламаркизма — в противовес дарвинизму, который говорит о совершенно случайных мутациях, которые «наудачу» могут оказаться для организма полезными. Таким образом, конкретно этот механизм защиты от бактериофагов, возможно, соответствует принципам ламаркизма.
По мнению ботаника Конвея Зиркла, наследование приобретённых признаков кажется настолько многообещающим, что пользуется успехом у тех, кто хочет быстро переделать человечество.
В системах моделирования искусственной жизни ламаркизм в сочетании с «генетической памятью» довольно часто применяется для ускорения эволюции врождённого поведения; для этого вся память моделируемой особи передаётся её потомству. В отличие от классической генетической памяти, когда потомству передаётся память только предыдущего поколения.[прояснить] При этом ламаркизм может совмещаться с дарвинизмом, который может использоваться для моделирования других аспектов моделей организмов.